# 김동원 (1884년)
김동원(金東元,  일본식 이름: 金岡東元 가네오카 히가시모토, 1884년 2월 1일 ~ 1951년 3월 20일)은 구한말기 애국계몽운동가, 일제강점기 교육인, 사업가이자 대한민국의 정치인이다. 본관은 전주(全州)이다. 구한말기 교사로 지내면서 비밀결사단체인 신민회에 투신하여 활동하였다. 일제강점기에는 평양YMCA 지회등 활동하여 민족주의자로 교육 활동 및 사회 활동 등 전개하여 실력 양성 및 독립운동에 투신하였으나, 일제강점기 말기(전시체제) 1937년 수양동우회 사건 이후로 친일파로 변절했다. 광복 이후 고당 조만식과 평남 건국준비위원회를 조직해 활동했으나, 탈퇴 직후 곧바로 월남하여 한국민주당에 참여했다. 1948년 대한민국 정부 수립에 참여하여 제헌국회의원에 당선되고 국회부의장으로 활동하였다. 1950년 한국 전쟁 중 납북되었다.

## 생애

### 생애초기 및 애국계몽운동 투신
1884년 2월 1일 평안남도 대동군 외가에서 출생하여 지난날 한때 평안남도 강동에서 잠시 유아기를 보낸 적이 있는 그는 그 후 평안남도 평양 본가에서 성장하였다. 대부호 김대윤의 장남이며, 소설가 김동인의 이복형이다. 어려서 한문을 수학했고, 1900년 4월 평양외국어학교 일어학과에 들어가 1903년 3월 졸업했다. 졸업 후, 평양외국어학교 일어학과 조교수로 있다가 1905년 일본에 유학해 도쿄 세이소쿠 예비학교에서 수학을 전공했다. 1906년 9월 메이지 대학 법과 전문부에 입학했으나 1907년 7월 중퇴했다. 일본 유학 중이던 1906년 8월 태극학회 회원으로, 1909년 7월에는 대한흥학회 회원으로 활동했다. 1910년부터 평양 숭덕학교(숭실학교)와 대성학교 일어 교사로 지내면서 비밀결사 단체 신민회 회원으로 활동했으나, 이듬해 1911년 조선총독부가 조작한 '105인 사건'에 연루,체포되어 1912년 9월 경성지방법원에서 징역 6년형을 선고받았다. 항고하여 1913년 3월 경성복심법원에서 무죄를 선고받고 석방되었다. 그 해 평양 산정현교회 장로가 되었다.

### 일제강점기 교육활동 및 사회활동
석방 후 1914년까지 숭덕학교 교사로 있다가 사직했다. 사직한 뒤에는 평양에서 땔나무,숯,목재 등을 파는 상점을 경영했고, 1919년 7월 견,면,마포 등을 판매하는 '동익사' 전무취체역으로 있었다. 1920년 2월 평안무역주식회사 취체역으로 있으면서 같은 해 7월 평양에서 조만식, 정세윤등 민족지사들과 함께 조선물산장려회 조직 발기인 및 규칙 기초위원을 맡았다.
1920년 12월 대동법률강습소를 설립하여 소장을 맡았다. 1921년 조만식과 함께 평양 YMCA를 창립해 부회장을 맡았고, 정창고무공장을 설립 운영했다. 1922년 7월 평양에서 김성업등과 함께 흥사단계열의 '동우구락부'를 조직했다. 1922년 6월 평양에서 조선물산장려회를 재발족할 때 이사를 맡았다. 1923년 2월 조만식 등과 함께 민립대학 설립운동에 참여해 발기인으로 참여했다. 1924년 11월 동우구락부 대표간사를 맡았고, 1926년 1월 이광수가 조직한 흥사단 계열의 '수양동맹회'와 동우구락부를 통합하여 수양동우회로 개편하고 2월 수양동우회 심사부원을 맡았다. 1927년 3월 수양동우회 의사부장을 맡았다. 1925년 평안고무공업주식회사를 설립하고 사장에 취임했다. 1927년 평양상업회의소 평의원을 지냈고, 1928년 8월 평안양말공장 대표로 취임했다. 1929년 2월 12일 평안남도 도평의회원을 사임했고, 같은 해 5월 조선박람회 평의원에 임명되었다.
1930년 평양고무공업조합 이사장, 평양상공회의소 부회두를 맡았다. 1931년 2월 수양동우회 이사원을 맡았으며, 1933년 1월 조선일보사를 주식회사로 전환할 때 창립 위원과 창립발기위원으로 참여했고, 같은 해 6월 조선일보사 취체역을 맡았다. 1934년 4월 조선일보사 고문에 위촉되었다. 1935년 11월 평안농사주식회사 사장에 취임했으며, 같은 해 12월 평양의 유지들과 함께 만주 잉커우 방면에 40만원을 투자하고 동포 300호를 이주시켜 대농장을 창설했다.

### 친일행적
1937년 중일전쟁발발과 수양 동우회 사건에 연루되어 구속되었다. 같은해 11월 경성지방법원에 이광수, 주요한, 정인과 등과 함께 기소되어 1939년 12월 증거불충분으로 무죄판결을 받았다. 그러나 일제 검사가 판결에 불복하여 항고하여 1940년 8월, 징역 3년형을 언도받았다. 이 사건은 1941년 11월 17일 경성고등법원이 무죄를 선고함으로써 종결되었다.
수양동우회 사건으로 투옥되면서 이후 친일파로 변절했다. 중일전쟁이 고착화되어갈 무렵에 평양 유지들과 함께 이른바 '애국평남호(경폭격기 평남호)' 헌납을 위한 평남국방기재헌납기성회를 조직에 참여하여 상무위원을 맡았다. 이 기성회는 15만원에서 20만원 상당의 경폭격기 1대를 헌납할 것을 결의하고 모금활동을 했다. 이어 1940년 12월 국민총력조선연맹 평양부연맹 자문위원을 지내면서 황도학회 발기인으로 참여했다.
평안남도 지역에서 강연회 연사로 참여하거나 비행기 헌납에 앞장서는 등 뚜렷한 행적을 보였고, 태평양전쟁 발발 이후에는 매일신보를 비롯한 조선총독부 어용기관지 등에 내선일체,학병권유등 권장하는 논조의 기사글들을 여러글 기고했다.
1944년 9월 평안남도상공경제회 설립위원과 9월 국민동원총진회 지방지도위원(평안남도)를 맡았다.

### 광복 이후의 활동

#### 군정기 활동
해방 직후인 1945년 8월 17일 평양에서 조만식과 함께 조선건국준비위원회 평남준비위원회를 조직했다. 같은 해 9월 조선고무동업협회 위원(평양 대표)을 맡았다. 이내 곧 소련군이 북조선지역에 입성하자, 월남하여 같은 해 10월 5일 미군정 장관의 행정고문에 임명되었고, 한국지사영접위원회 위원을 맡았다. 1945년 12월 신탁통치반대국민총동원위원회 위원에 위촉되었다. 1946년 6월 29일 민족통일본부 협의원, 1947년 9월 한국민주당 상임위원을, 10월 한국민주당 기획부장과 국제연합조선협회 이사를 맡았다. 같은 해 12월 국제연합조선준비위원단 환영준비위원회 위원을 맡았다.

#### 대한민국 정치활동
1948년 5월, 서울 용산 선거구에 한국민주당 후보로 출마하여 제헌의회 국회의원에 당선되고 국회부의장에 선출되었다. 1949년 10월 한국민주당의 후신인 민주국민당(약칭 민국당) 상무집행위원을 맡았고, 1950년 6월 2대 총선에서 민주국민당 후보로 서울 용산에 출마했으나 낙선하였다.

### 말년
1950년 6.25 전쟁 중 납북되었다. 북한 '재북인사들의 묘'에 묻혔으며, 비문에는 1951년 3월 20일 사망한 것으로 기록되어 있다.
조철의 '죽음의 세월'에 따르면 1951년 10월 복막염과 폐병으로 아무도 없는 방에서 사망했다고 한다.

## 사후
중일전쟁발발 이후 수양동우회 사건을 계기로 친일파로 변절한 행적때문에 2008년 민족문제연구소에서 친일인명사전에 수록하기 위해 정리한 친일인명사전 수록예정자 명단 중 경제 부문과 지역유력자 부문에 포함되었다.

## 학력
- 평안남도 평양외국어학교 일어학과 졸업
- 일본 도쿄 세이소쿠 전문학교 수학과 중퇴
- 일본 메이지 대학교 법학과 중퇴

## 약력
- 1948년 5월 10일 : 제헌 국회의원(용산구)

## 역대 선거 결과
|  | 31.43% |

|  | 0% |

## 참고 자료
- 김동원 - 대한민국헌정회